# Paracyprichromis
Paracyprichromis es un pequeño género de cíclidos endémicos del lago Tanganica en África oriental.

## Especies
Actualmente, este género cuenta con dos especies reconocidas:
- Paracyprichromis brieni (Poll, 1981)
- Paracyprichromis nigripinnis (Boulenger, 1901)